# Franjo Rustja
Franjo (Ivan) Rustja (partizansko ime Čanči), slovenski (vice)admiral JLA/JVM, * 20. januar 1916, Trst, †  16. februar 2005, Izola, pokopan v Ljubljani.

## Življenjepis
Rustja je leta 1940 končal Pomorsko vojaško akademijo v Dubrovniku in postal pomorski častnik. Leta 1943 se je pridružil KPJ in NOVJ. Med vojno je bil načelnik štaba Tomšičeve in Gradnikove brigade, načelnik štaba 30. divizije, prvi pomočnik načelnika štaba 9. korpusa in poveljnik mesta Trst.
Po vojni je bil poveljnik vojaško-pomorskega področja, diviziona rušilcev, načelnik Šolskega centra Vojne mornarice, načelnik Inštituta za pomorsko oborožitev,...